# 耳根圓通
耳根圓通，为《楞严经》耳根圓通章中，描述觀世音菩薩自己修學法門的方法，又稱觀音法門。《楞嚴經：耳根圓通章》和《華嚴經：觀自在章》以及《法華經普門品》三部合稱觀音三經。

## 修行法门
观音法门的修行的方式，包括静坐（禅定）、礼佛、念佛、断食等，由于净土宗的影响，观音法门的主要修行和念佛有密切关系，其主要又包括为《六字大明咒》、《大悲咒》和《心经》。

### 六字大明咒
六字大明咒，又稱六字真言（“唵嘛呢叭咪吽”）是佛教裡最常見的真言，是觀世音菩薩願力與加持的結晶，故又稱為觀音心咒，經上說：「此六字大明陀羅尼，是觀自在菩薩摩訶薩微妙本心，若有知是微妙本心，即知解脫」。

### 大悲咒
大悲咒是觀世音菩薩《大悲心陀羅尼經》中的主要部分，全称为《千手千眼观世音菩萨广大圆满无碍大悲心陀罗尼》，共有八十四句，為梵語。大悲咒包含了观世音菩萨的聖号，也包含了观音菩萨和诸佛菩萨的面相、智慧、威德、功德，修持大悲咒，是一种声音法门。

### 心经
只有260字的心經，飽含著究竟的生命智慧，被視為佛教般若經典的精華，修持《心經》增長智慧，如同觀自在菩薩，成為智慧與慈悲的大自在者，乃至證得般若智慧悟了菩提。

## 延伸阅读
- 《观音菩萨与观音法门》，南懷瑾，老古文化事業公司，2021年1月1日，ISBN 9789866059483
- 《聖嚴法師敎觀音法門》，聖嚴法師，法鼓文化，2003年5月1日，ISBN 9789575982492